# پفی‌مرغ گوش‌سفید

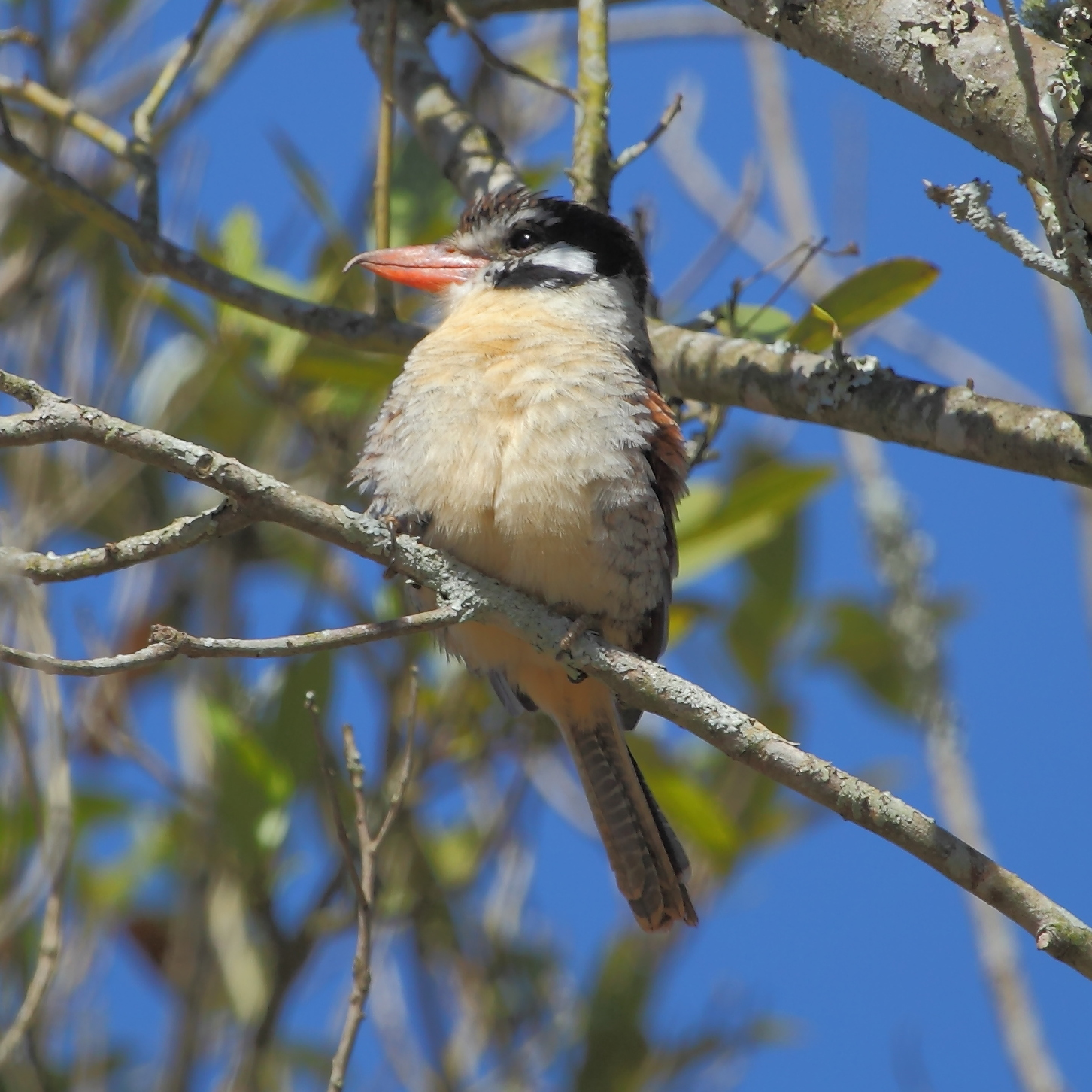
پفی‌مرغ گوش‌سفید در برزیل

پفی‌مرغ گوش‌سفید (نام علمی: Nystalus chacuru)، یک گونه از پرندگان خانواده پفی‌مرغان (Bucconidae) است که در آرژانتین، بولیوی، برزیل، پاراگوئه و پرو یافت می‌شود، جایی که در جنگل‌های خشک گرمسیری و نیمه‌گرمسیری، جنگل‌های نمناک نیمه‌گرمسیری و گرمسیری، جنگل‌های نواری، ساوانای گرمسیری و جنگل‌های به شدت دگرگون‌شده پیشین زندگی می‌کند.